# Лаура Торп
Лаура Торп (фр. Laura Thorpe; нар. 24 травня 1987) — колишня французька тенісистка.
Найвищу одиночну позицію світового рейтингу — 161 місце досягла 6 червня 2011, парну — 86 місце — 28 квітня 2014 року.
Здобула 2 одиночні та 16 парних титулів.
Найвищим досягненням на турнірах Великого шолома було 2 коло в парному розряді.

## Фінали турнірів WTA

### Парний розряд: 1 (1 поразка)
| Легенда                 |
| ----------------------- |
| Турніри Великого шолома |
| Premier M & Premier 5   |
| Premier (0–0)           |
| International (0–1)     |

| Фінали за покриттям |
| ------------------- |
| Тверде (0–1)        |
| Ґрунт (0–0)         |
| Трава (0–0)         |
| Килим (0–0)         |

| Результат | W–L | Дата | Турнір              | Рівень        | Покриття   | Партнерка       | Суперниці                  | Рахунок       |
| --------- | --- | ---- | ------------------- | ------------- | ---------- | --------------- | -------------------------- | ------------- |
| Поразка   | 0–1 | 2013 | BGL Luxembourg Open | International | Тверде (i) | Крістіна Барруа | Штефані Фогт Яніна Вікмаєр | 6–7(2–7), 4–6 |

## Фінали ITF
| турніри $100,000 |
| турніри $75,000  |
| турніри $50,000  |
| турніри $25,000  |
| турніри $10,000  |

### Одиночний розряд: 8 (2–6)
| Результат | Ранг | Дата              | Турнір                       | Покриття | Суперниця       | Рахунок       |
| --------- | ---- | ----------------- | ---------------------------- | -------- | --------------- | ------------- |
| Перемога  | 1.   | 16 липня 2006     | ITF Ле-Туке, Франція         | Ґрунт    | Ірина Бремон    | 6–2, 3–6, 6–3 |
| Поразка   | 1.   | 6 серпня 2006     | ITF Віго, Іспанія            | Тверде   | Келлі Лігган    | 1–6, 3–6      |
| Поразка   | 2.   | 14 лютого 2009    | ITF Майорка, Іспанія         | Ґрунт    | Тіна Шієхтль    | 7–5, 4–6, 5–7 |
| Перемога  | 2.   | 29 листопада 2009 | ITF Ла-Валь-д'Уйшо, Іспанія  | Ґрунт    | Аманда Каррерас | 6–2, 6–2      |
| Поразка   | 3.   | 13 червня 2010    | ITF Кампобассо, Італія       | Ґрунт    | Марія Ірігоєн   | 2–6, 6–7(5)   |
| Поразка   | 4.   | 25 червня 2011    | ITF Rome–Tevere Remo, Італія | Ґрунт    | Карін Кнапп     | 3–6, 0–6      |
| Поразка   | 5.   | 18 вересня 2011   | ITF Мон-де-Марсан, Франція   | Ґрунт    | Б'янка Ботто    | 2–6, 4–6      |
| Поразка   | 6.   | 11 серпня 2013    | ITF Гехінген, Німеччина      | Ґрунт    | Каріна Віттгефт | 1–6, 4–6      |

### Парний розряд: 24 (16–8)
| Результат | Ранг | Дата              | Турнір                          | Покриття | Партнерка                       | Суперниці                                | Рахунок          |
| --------- | ---- | ----------------- | ------------------------------- | -------- | ------------------------------- | ---------------------------------------- | ---------------- |
| Перемога  | 1.   | 18 лютого 2006    | ITF Майорка, Іспанія            | Ґрунт    | Марта Фрага                     | Естрелья Кабеса Кандела Нурія Ройг       | 6–4, 7–5         |
| Поразка   | 1.   | 3 червня 2006     | ITF Тортоса, Іспанія            | Ґрунт    | Ірене Ребергер Бескос           | Емілі Баке Бахія Мухтассен               | 6–1, 4–6, 6–7(5) |
| Перемога  | 2.   | 13 лютого 2009    | ITF Майорка, Іспанія            | Ґрунт    | Неда Козич                      | Сімона Добра Магдалена Кіщиньська        | 6–3, 2–6, [10–3] |
| Поразка   | 2.   | 20 березня 2009   | ITF Тенерифе, Іспанія           | Тверде   | Паула Фондевіла Кастро          | Сунь Шеннань Чжан Шуай                   | 1–6, 2–6         |
| Перемога  | 3.   | 1 серпня 2009     | ITF Віго, Іспанія               | Тверде   | Кароліна Косіньська             | Джейд Кертіс Джорджи Джент               | 7–6(3), 6–2      |
| Перемога  | 4.   | 21 листопада 2009 | ITF Каїр, Єгипет                | Ґрунт    | Міхаела Бузернеску              | Фатіма Ан-Набхані Галина Фокіна          | 6–4, 6–0         |
| Поразка   | 3.   | 12 червня 2010    | ITF Кампобассо, Італія          | Ґрунт    | Марія Ірігоєн                   | Юліана Федак Анастасія Васильєва         | 6–2, 3–6, [6–10] |
| Поразка   | 4.   | 24 липня 2010     | ITF Петанж, Люксембург          | Ґрунт    | Софі Лефевр                     | Шерон Фічмен Моніка Нікулеску            | 4–6, 2–6         |
| Перемога  | 5.   | 21 січня 2012     | ITF Плантейшен, США             | Ґрунт    | Каталіна Кастаньйо              | Джессіка Пегула Аша Ролле                | 6–4, 6–2         |
| Перемога  | 6.   | 15 червня 2012    | ITF Марсель, Франція            | Ґрунт    | Северін Бельтрам                | Крістіна Барруа Ольга Савчук             | 6–1, 6–4         |
| Перемога  | 7.   | 22 червня 2012    | ITF Монпельє, Франція           | Ґрунт    | Северін Бельтрам                | Майлен Ору Марія Ірігоєн                 | 4–6, 6–4, [10–6] |
| Перемога  | 8.   | 29 червня 2012    | ITF Рим, Італія                 | Ґрунт    | Марі-Ев Пеллетьє                | Джулія Коен Валентина Івахненко          | 6–0, 3–6, [10–8] |
| Перемога  | 9.   | 12 липня 2012     | ITF Біарриц, Франція            | Ґрунт    | Северін Бельтрам                | Лара Арруабаррена Моніка Пуїг            | 6–2, 6–3         |
| Поразка   | 5.   | 5 серпня 2012     | ITF Бад-Заульгау, Німеччина     | Ґрунт    | Анастасія Пивоварова            | Росіо де ла Торре Санчес Ніколь Роттманн | 5–7, 1–6         |
| Перемога  | 10.  | 24 серпня 2012    | ITF Шарлеруа, Бельгія           | Ґрунт    | Северін Бельтрам                | Ілона Кремінь Діана Марцинкевич          | 3–6, 6–4, [10–7] |
| Перемога  | 11.  | 28 червня 2013    | ITF Періге, Франція             | Ґрунт    | Міхаела Гончова                 | Анна Каталіна Алзате Дія Евтімова        | 7–6(7), 6–1      |
| Поразка   | 6.   | 11 серпня 2013    | ITF Гехінген, Німеччина         | Ґрунт    | Лаура Йоана Андрей              | Барбора Крейчикова Катержина Сінякова    | 1–6, 4–6         |
| Перемога  | 12.  | 6 вересня 2013    | ITF Местре, Італія              | Ґрунт    | Штефані Фогт                    | Петра Крейсова Тереза Сміткова           | 7–6(5), 7–5      |
| Поразка   | 7.   | 13 вересня 2013   | ITF Мон-де-Марсан, Франція      | Ґрунт    | Алізе Лім                       | Сесілія Коста Мольгар Даніела Сегель     | 4–6, 2–6         |
| Перемога  | 13.  | 4 жовтня 2013     | ITF Ла-Валь-д'Уйшо, Іспанія     | Ґрунт    | Флоренсія Молінеро              | Сінді Бюргер Аранча Рус                  | 6–1, 6–4         |
| Поразка   | 8.   | 7 березня 2014    | ITF Кампінас, Бразилія          | Ґрунт    | Штефані Фогт                    | Людмила Кіченок Олександра Панова        | 1–6, 3–6         |
| Перемога  | 14.  | 5 липня 2014      | Lorraine Open, Франція          | Ґрунт    | Панова Олександра Олександрівна | Ірина-Камелія Бегу Марія Ірігоєн         | 6–3, 4–0 ret.    |
| Перемога  | 15.  | 10 травня 2015    | Open de Cagnes-sur-Mer, Франція | Ґрунт    | Джоанна Конта                   | Джоселін Рей Анна Сміт                   | 1–6, 6–4, [10–5] |
| Перемога  | 16.  | 6 червня 2015     | Open de Марсель, Франція        | Ґрунт    | Татьяна Буа                     | Ніколь Меліхар Марина Заневська          | 6–3, 3–6, [10–6] |